# Daniel Bernard (journaliste)
Pour les articles homonymes, voir Daniel Bernard et Bernard.
Daniel Bernard, né le 5 janvier 1971, est un journaliste français.

## Biographie
Il a commencé sa carrière de journaliste au service politique du Quotidien de Paris en 1993, pour rejoindre InfoMatin, jusqu'à sa fermeture en 1996. Il a ensuite travaillé à L'Événement du jeudi, puis à Marianne en 1999.
Daniel Bernard a été l'un des premiers journalistes à considérer Ségolène Royal comme une probable candidate à l'élection présidentielle française de 2007, aussi bien dans les colonnes du magazine Marianne que, dès août 2005, dans une biographie consacrée à l'ascension de la présidente de la région Poitou-Charentes au sein du Parti socialiste.
En 2006, il est sanctionné d'un avertissement par la direction de Marianne pour avoir écrit comme pigiste un article dans le magazine Gala  paru le 13 septembre 2006  intitulé « Le play-boy de Ségolène » sur Arnaud Montebourg. Ce dernier était alors porte-parole de Ségolène Royal. Sa direction y dénonce la pipolisation de la vie politique. 
En 2015, il  écrit avec Nadia Remadna le livre Comment j'ai sauvé mes enfants, dans laquelle elle raconte son vécu en banlieue parisienne et appelle à se mobiliser contre l'embrigadement et la radicalisation de la jeunesse.

## Publications
- Madame Royal, Éd. Jacob-Duvernet, 2005.
- Ils ont osé le dire !, anthologie des promesses électorales non tenues depuis le début de la Ve République, Plon, 2007, en collaboration avec Anne-Sophie Mercier.
- Comment j'ai sauvé mes enfants, avec Nadia Remadna , Calmann-Lévy, 2016,   (ISBN 978-2702158593)